# Comtat de Bayeux
El comtat de Bayeux fou una jurisdicció feudal de França a Normandia. Bayeux era seu episcopal i segurament va tenir comtes durant els governs merovingi i carolingi. Les invasions normandes a la meitat del segle ix van portar a la destrucció de la ciutat el 890 i el comtat no es va organitzar fins al segle següent.
La casa comtal va tenir origen en Esperleng de Pîtres, casat amb Esprota que havia estat abans concubina o esposa de Guillem I el comte de Normandia, i de la qual va tenir almenys quatre fills, dels que tres foren femelles i un mascle, conegut com a Raül d'Ivry, que fou el primer comte de Bayeux a l'entorn de l'any 1000. Es va casar amb Aubrea de Caville o Cacheville i fou ella qui va construir el castell d'Ivry; quan va voler expulsar al seu marit del castell aquest la va matar. Van tenir cinc fills:
- Hug d'Ivry (+1049) que és esmentat com a bisbe de Bayeux vers 1015. El castell d'Ivry li fou confiscat per Robert II de Normandia. Va tenir dos fills il·legítims.

- Raül d'Ivry (+ després de 1030)

- Joan d'Ivry (+1079), bisbe d'Avranches vers 1061 (7 anys i mig), bisbe de Rouen el 1069 (deu anys)

- Dues filles, Emma i una de nom desconegut

El duc de Normandia després de l'expropiació va nomenar vescomtes a Bayeux. Aquestos vescomtes tenien origen en Alahue de Møre (fill d'Eystein de Møre) que va deixar dos fills, Ricard de Sant Salvador i Ralf. Aquest segon apareix com a comte de Bayeux i fou el pare de Balsó, casat amb Poppa (esposa de Rol·ló de Normandia amb el que després es va tornar a casar). Balsó fou també comte de Bayeux en data incerta vers a la meitat del segle x. Fou el pare d'Ansquetil (Anschitillus) que apareix el 1030 en una carta en què Robert II de Normandia confirmava drets als monjos de Mont Saint-Michel. Ansquetil va deixar tres fills, dels quals el va succeir el gran Ranulf I (+ en batalla a Val-es-Dunes el 1047) que portava el títol de vescomte de Bessin (Bayeux, en llatí Randulfum Baiocensium vicecomitem"; va donar suport a Guiu de Borgonya en la revolta de 1047 contra Guillem II de Normandia i fou derrotat i mort a la batalla de Val-es-Dunes. Es va casar amb Alix, filla Il·legítima de Ricard III de Normandia. El va succeir el seu fill Ranulf II el Mesquí esmentat en una carta de 24 d'abril de 1089 en la que Robert III de Normandia donava propietats a la catedral de Bayeux; es va casar amb Margarida d'Avranches filla del vescomte Ricard 'Avranches. El va succeir el seu fill Ranulf III (+ gener del 1129) que el 1120 fou nomenat vescomte d'Avranches a la mort del seu cosí Ricard d'Avranches; també va rebre el palatinat de Chester i va esdevenir earl de Chester (entregant la senyoria de Carlisle). A la seva mort el seu germà Guillem (+ després del 1100) el va succeir a Chester on va iniciar la nissaga dels Meschines.

## Llista de comtes
- Ralf segle X
- Balsó segle X
- Raul de'Ivry vers 1000-1030
- Hug d'Ivry ?

## Llista de vescomtes
- Ansquetil vers 1030-1040
- Ranulf I vers 1040-1047
- Ranulf II el Mesquí 1047-vers 1100
- Ranulf III de Meschines vers 1100-1129 (vescomte d'Avranches 1120-1129)